# Municipio de San Lorenzo Cacaotepec
El municipio de San Lorenzo Cacaotepec (del náhuatl: cacao, tepetl ‘cacao, cerro’‘en el cerro del cacao’) es uno de los 570 municipios que conforman al estado de Oaxaca. Su cabecera es la localidad de San Lorenzo Cacaotepec.

## Historia
Dice la historia que hacia el año 600 u 800 a. C., llegó al extenso Valle Central del mundo lo que hoy se conoce como ciudad de Oaxaca, llamada también La Nueva Antequera y Marquesado de Don Hernán Cortés,un grupo de hombres extranjeros para fundar una ciudad. Los historiadores no se han puesto de acuerdo en cuanto al tronco familiar directo de los fundadores; mientras que unos afirman que descendían de los Toltecas en los tiempos de Quetzalcoaltl, otros señalan como oriundos de la Región Olmeca de Tabasco .1 Este grupo fundó el Reino del Zapotecapan al cual se le denominó así por los frohndosos y generosos árboles de zapotlt o zapote, que prodigaba de jugosos y deliciosos frutos con propiedades muy variadas.La extensión territorial del Reino fue inmenso, desde el Istmo de Tehuantepec por el Sureste, hasta los linderos del Norte de tierras blancas y escarpadas del Reino de los Mixtecas. De tal forma que San Lorenzo perteneció al grandioso territorio de esta antigua civilización. Muy cerca de lo que ahora es el poblado, se yergue majestuoso el fuerte y centro ceremonial que los españoles nombraron Monte Albán. De hecho, en terrenos de lo que actualmente es el Ejido, se encuentran montículos bajo los cuales, según cuentan los señores de edad avanzada, están tumbas de Guerreros Zapotecas. En el año de 1461, los Mexicas, descendientes de los Aztecas y hegemónicos de su época, conquistan los territorios zapotecas y las ciudades estado de esta Región pasan a dominio de los conquistadores pagando ricos y variados tributos. Leyendas que se contaban hace ya tiempo, hablaban de parajes de San Lorenzo, como Quiyapilana, Quihuarapigonihi o Quiarapigoni, donde se aparecía la efigie fantasmal del dios Jipe Totec, encarnado en su Nahualtl o forma terrenal como un perro negro y enorme. De ahí proviene la leyenda de que ciertas personas del pueblo han sido depositarias del don de transformarse en Perro Negro y molestar a gente que deambula por los caminos solitarios en las noches muy oscuras. Un pequeño grupo de nativos que habitaron las partes más altas de la ribera sur del Río Atoyac, y que habían aprendido el valor del Cacao, que los Mexicas traían a estas tierras del profundo Sureste, llegaron a plantar unos árboles de cacao (Theobroma cacao), e incluso a producirlo en pequeña escala, causando gran admiración a los Mexicas, en razón de que los afanosos artesanos y agricultores de Xochimilco, no habían podido propagarlo en el Valle de México. Ya que los zapotecas, además de llevar una vida muy organizada, eran un expertos agricultores y experimentadores. En reconocimiento de tal acontecimiento, los cobradores de tributo autorizaron llamar el poblado con el nombre de Cacaotepeltl, o Lugar del Cacao. Los españoles simplificaron el vocablo y lo llamaron indistintamente, "Cacaotepeque" o "Cacautepe". La conquista trajo como consecuencia muchos males, dentro de las cuales estaban las enfermedades, las que mermaron a la población y poco quedó del Gran Reino del Sur. Los zapogenas que sobrevivieron (hay que recordar que Cristóbal Colón no llegó a las Indias, y por lo tanto no se puede decir "indígenas" que significaría: Naturales de las Indias); no fueron molestados con la condición de pagar ahora sus impuestos al reino regional de la corona española. Como las tierras del Valle del ahora distrito de Etla, son muy productivas, los españoles las comenzaron a acaparar, y a partir del siglo XVI, fueron parte de pequeños ranchos o Haciendas. Solo las partes altas de las lomas y las laderas se salvaron de pasar a manos, sobre todo, de criollos (una forma de llamar a los hijos de peninsulares nacidos en la Nueva España). Surgieron así, pequeñas Haciendas, que con el tiempo pasaron de unos propietarios a otros, pero para comienzos del siglo XX, se conocían como: La Hacienda Blanca, La Hacienda de Guadalupe, La Hacienda del Rosario, La Hacienda de la Soledad, Hacienda Vieja, etc. Aún podemos ver, los vestigios de una Hacienda, dentro de las propiedades de La Hacienda de los Montes; unos edificios en ruinas que producen estremecimiento y para los amantes de visitar sitios de este tipo por las noches, es un lugar ideal. Con la llegada de la Revolución Mexicana, varios habitantes se enrolaron a la lucha armada para exigir tierras para los campesinos, dentro de ellos el Sr. Faustino G. Olivera (de la Agencia de Santiaguito, perteneciente a Cacaotepec). Entre Hacienda Blanca y la población de Vigueras (hoy se dice Viguera), se verifican cruentas batallas entre las fuerzas de Juan Carrasco y sus "Serranos" y el ejército del gobernador Miguel Bolaños Cacho, ascendiente del que fue después Presidente de México, Gustavo Díaz Ordaz. Entre el caos de la guerra, donde se sucedían cotidianamente escaramuzas entre bandos como los "Serranos", "Maderistas"(afines a Francisco I. Madero), Huertistas (Victoriano Huerta), y Zapatistas (Emiliano Zapata), los pobladores de Cacaotepec tenían que estar atentos ante voces recias que rugian por la noche diciendo: "Quién vive", y si nombraban a un bando equivocado, podían amanecer colgados de las gruesas ramas de los frondosos árboles de Higuera de las afueras del pueblo. Varios nombres de habitantes de Cacaotepec han pasado a la historia como combatientes en la Revolución como, Juan García, José García, Manuel Cuevas, Emiliano Márquez, Porfirio Santiago, Francisco López "Pancho Chierre", Otón Hernández, Carlos Santiago "La Gallina", Eduwiges Santiago y el más destacado de todos, Justino Candiani Ruiz. Un revolucionario llamado Irineo Rodriguez, que peleaba en favor del General Álvaro Obregón, oriundo de Peñoles comandaba una partida 400 efectivos y para sostener a su tropa comercializaba con oro de su propia mina, en alguna ocasión ya sin fondos, comenzó a saquear a los habitantes de la región, pero al llegar a Cacaotepec, fue la gente quien le entregaba los víveres, en razón de que Pancho Ortiz, hermano de Lucio, y habitantes del pueblo; estaba casado con Margarita Rodriguez, hermana del revolucionario. Al final del triunfo de la Revolución Mexicana, y en el periodo del Reparto Agrario, maestros rurales y habitantes como Anacleto Vázquez, figuran como líderes agrarios connotados.

## Geografía
Se localiza en la región de los Valles Centrales del estado, en las coordenadas 96°48′ longitud oeste, 17°8′ latitud norte y a una altitud de 1,600 metros sobre el nivel del mar, en una región no montañosa. Su superficie total es de 12.76 kilómetros cuadrados, un 0.013 % de todo el estado.
Limita al norte con los municipios de Guadalupe Etla y Soledad Etla; al sur con San Andrés Ixtlahuaca y Santa María Atzompa; al oriente con San Felipe Tejalapam y Santo Tomás Mazaltepec; al poniente con Guadalupe Etla y con Santa María Atzompa.
Dentro del territorio de la cabecera municipal escurren los siguientes arroyos: del arco, de la manzanita, del arenal, de los filtros y la cazahuatera (este último se origina en jurisdicción de Santa María Atzompa), que en su conjunto alimentan a los ríos "San Lucas o del Pueblo" y Atoyac, adicionalmente en la entrada de la comunidad se encuentra el río de temporal conocido como "seco", que descarga sus aguas en temporada de lluvias al río Atoyac.

### Clima
El clima en la mayor parte del año de acuerdo a la clasificación de Köopen modificado por E. García (1987) para el municipio es (A)C(wo): semicálido subhúmedo del grupo C, con lluvias en el periodo que comprende los meses de abril y septiembre.   La temperatura media anual oscila entre los 18 a 22 °C, la precipitación anual promedio es entre 600 y 700 mm.

### Ecosistemas
Dentro del territorio municipal de acuerdo a informes municipales de la Regiduría de Salud y Ecología, se han identificado pocos ecosistemas y paisajes naturales, pero en amplia extensión y de suma importancia por sus servicios ambientales (captura de carbono, retención de agua y humedad, asociaciones simbióticas, cadenas productivas, etc.), como son la zona del monte que comprende pastizales y bosque de encino chaparro, márgenes de los ríos con vegetación de galería, matorral xerófilo, acahual y pastizales aledaños. Como paisaje urbano y rural (agrícola) existen algunas especies introducidas con interés gastronómico u ornamental que fueron extendidas accidental o intencionalmente, las cuales fueron identificadas mediante recorridos en campo por personal técnico de la Regiduría de Salud y Ecología en los años 2015 y 2017, a cargo del M. en C. Víctor Manuel Ortiz Cruz, con apoyo de profesores-investigadores de la Escuela de Ciencias de la Universidad Autónoma “Benito Juárez” de Oaxaca (UABJO) y el Centro Interdisciplinario de Investigación para el Desarrollo Integral Regional Unidad Oaxaca (CIIDIR-Oaxaca), así como los listados florísticos de la Manifestación de Impacto Ambiental (MIA) del proyecto “Línea de transmisión Benito Juárez-Oaxaca potencia” de la Comisión Federal de Electricidad (CFE) con fecha julio de 2014.

#### Flora
En cuanto a las especies de flora para la zona del monte se tienen identificadas como representativas el “algarroble” (Vachellia pennatula) moderadamente abundante, “copal blanco” (Bursera copalifera) en muy baja densidad, “copal santo” (Bursera bipinnata), “cuajiote” (Bursera fagaroides) en baja densidad, “toronjil” (Dalea citronella), “doradilla” (Selaginella sp.) abundante en cañadas, “gallito” (Zinnia peruviana), “jarilla” (Dodonea viscosa) moderadamente abundante, “plumerillo rojo” (Callandria sp.) en baja densidad, “bosque de encino chaparro” con predominancia de “encino prieto” (Quercus glaucoides), “encino capulincillo” (Quercus castanea), encino blanco (Quercus crassifolia y Quercus obtusata) que representa una extensión de 190 ha, asociadas a los encinos se encuentras diversas especies de bromelias epifitas del género Tillandsia en abundancia; otras de las especies identificadas son el “chaparro enano” (Amelanchier articulata) en baja densidad, “barba de chivo” (Mimosa palustris) en baja densidad, “biznaga” (Mammillaria carnea) y otras “mamilarias” en densidad moderada, crasuláceas como Villadia sp. en baja densidad, “sauce” (Salix sp.) en muy poca densidad en los arroyos de las cañadas, “miltomate silvestre” (Fisalis sp.) en muy baja densidad, “cazahuate” (Ipomoea murucoides) en densidad baja, “hongo alucinógeno” (Amanita muscaria) en muy baja densidad, “nanacates o champiñones silvestres”  (principalmente Agaricus campestris) en densidad moderada en temporada de lluvias (concretamente julio y agosto), también en lluvias florece la “azucena silvestre” (Milla biflora) en densidad moderada (principalmente junio y julio), especies de helechos del género Phlebodium en densidad moderada a abundante en las cañadas y arroyos, “amole” (Manfreda pringlei) en baja densidad, “agaves” entre los cuales se encuentra el tóbala” (Agave papalome) y “rabo de León” (Agave kerchovei) en baja abundancia, en densidad baja a moderada se observan también “mezquites” (género Prosopis), “guamúchil” (Pithecellobium dulce), “árbol de guaje” (Leucaena leucocephala), guayabo (Psidium guajava) en una densidad muy baja así como “pino ocote (Pinus oocarpa), y como especie parasita del arbolado se ha identificado la presencia de “liria” (Psittacanthus calyculatus).
En la parte de los arroyos que se forman en las cañadas de la zona del monte (“de los filtros”, “la manzanita”, “el arco” y “del arenal”) así como las represas que se alimentan de ellos (“el Pipe”, “Villa Cuán” y “el Arco”,) la vegetación acuática estricta y ribereña está conformada por “duraznillo” (Ludwigia peploides) en densidad baja, “lagrima de bebé” (Bacopa monnieri) en densidad baja a moderada, macroalgas del género Chara abundantes en las pozas que se forman, “pastos ribereños” del género Eleocharis en densidad baja, musgos (entre los que destacan los géneros Fissidens y Sphagnum)  y hepáticas como Riccia sp. en densidad muy baja, lirio nativo (Heteranthera reniformis) en densidad moderada, “sombreritos” (Hydrocotyle spp.) en densidad baja a moderada, “planta de Guadalupe” (Najas guadalupensis), “cola de caballo” (Equisetum arvense) en muy baja densidad y de interés herbolario, y en plantas flotantes estrictas hay presencia moderada de “helecho de agua” (Azolla caronliniana) como especie nativa, e introducidas se han observado “lenteja de agua” (Lemna trisulca), “berro” (Nasturtium officinale) y “peste de agua” (Egeria densa) en pozas del arroyo “del arenal”.
Referente a la zona de pastizales, se encuentran como las especies más dominantes Bothriochloa laguroides, Cenchrus incertus, Bouteloua gracilis, y Rhynchelytrum repens, las cuales se distribuyen en sitios que presentan alto grado de perturbación, se ubican en laderas y son la transición entre las zonas de bosque de encino y riberas de ríos hacía las zonas agrícolas y urbanas.  
En la parte de matorrales naturales que se ubican en algunas laderas de la zona del monte colindante con la parte urbanizada, e inducida en porciones de la zona conocida como “el Rancho”, la predominancia es de “espino” (Acacia caven) junto con algunos ejemplares de “algarroble”, “mezquite” o “guamúchil”, “cazahuate” (Ipomoea murucoides), “abrojo” (Opuntia pumila) y “nopales” (Opuntia spp.), así como algunos de los pastos ya mencionados. 
Referente a la vegetación de galería, ribereña y acuática del río San Lucas y porción del Atoyac correspondiente, se encuentran presentes las siguientes especies de flora predominantes que representan el 60% de cobertura de dicho ecosistema: “sauce criollo” (Salix humboldtiana), “chamizo” (Baccharis salicifolia), “guamúchil” (Phitecellobium dulce), “Santa María” (Pluchea carolinensis), “mostaza de monte” (Nicotiana glauca), “carrizo” (Arundo donax), “pasto carretero” (Rhynchelytrum repens), “hierba de Alicia” (Cynodon nlemfuensi) y una especie de bromelia (Tillandsia recurvata). El resto de vegetación se compone de las siguientes especies: “escobilla” (Gymnosperma glutinosum), “ojo de gallo” (Sanvitalia procumbens), “jacaranda” (Jacaranda mimosifolia), “abrojo”, “nopales”, “pitayo tunillo” (Stenocereus treleasi), “cazahuate”, “higuerilla” (Ricinus communis), “chichicaste” (Wigandia urens), “huizache” (Acacia spp.), “guamúchil”, “añil” (Indigofera spp.), “liria”, “maravilla” (Mirabilis jalapa), “verdolaga” (Portulaca oleraceae), “mala mujer” (Solanum rostratum), “abrojo amarillo” (Tribulus cistoides), “berro”, “pastos ribereños”, “tule” (Typha sp.), “sombreritos”, “lagrima de bebe”, “bacopa morada” (Bacopa caroliniana), “lirio nativo”, “duraznillo”, musgos del género Fissidens  y “Jacinto de agua” (Eichhornia crassipes) como especie invasora.
De las especies de flora natural, inducida o introducida en la zona rural y urbana algunas representativas o de importancia son “jacarandas”, “cipreses” (Cupressus spp.), “casuarina” (Casuarina spp.), “eucaliptos” (Eucalyptus spp.), “pipe” (Sapindus saponaria), “laurel” (Laurus nobilis), “higo de hoja ancha” (Ficus sp.), “San Juan” (Pseudobombax ellipticum), “pata de cabra” (Bauhinia forficata), “palmas y palmeras” (familia biológica Arecaceae), diversos frutales como “naranjo” (Citrus × sinensis), “limonero” (Citrus × limon), “pomelo” (Citrus × paradisi), “toronja” (Citrus × tangelo), así como “guayabo”, “aguacatales” (Persea americana),  Níspero (Eriobotrya japonica), “granada” (Punica granatum), etc., también se cultivan plantas florales como el “cempasúchil” (Tagetes erecta) y la “borla” (Celosia cristata) para las celebraciones de los fieles difuntos, “rosales” (orden biológico Rosales), algunas plantas de interés gastronómico propias o sembradas como “quintoniles” (Amaranthus hybridus), “verdolaga”, “chepil” (Crotalaria longirostrata), “maíz” (Zea mays), “fríjol” (Phaseolus vulgaris), “calabazas” (Cucurbita spp.), “epazote” (Dysphania ambrosioides), “hierba santa” (Piper auritum), “alfalfa” (Medicago sativa), etc., así como otras con fines “medicinales” como son la “malva” (Malva sp.),  “bretónica” (Lepechinia caulescens), “chicalote” (Argemone munita), “ruda” (Ruta sp.), “sábila” (Aloe vera), “hierba buena” (Mentha spicata), “toloache” (Datura inoxia), etc.

#### Fauna
Respecto a la fauna, se encuentra la de tipo silvestre y doméstica, comenzando con el primer grupo y con base en relatos de ciudadanos (observaciones directas e indirectas), informes técnicos o listados faunísticos del área del monte y riberas del Río San Lucas elaborados en 2015 y 2017 por personal técnico coordinado por la Regiduría de Salud y Ecología, así como registros del portal “Naturalista” de la Comisión Nacional de Biodiversidad (CONABIO); se tienen identificados algunos mamíferos para la zona del monte como son “coyote” (Canis latrans) muy poco abundante y frecuente,  “cacomixtle” (Bassariscus astutus) poco abundante y frecuente, “tlacuache” (Didelphis marsupialis) moderadamente abundante y frecuente, “ardilla” (Sciurus aureogaster) muy poco frecuente y abundante actualmente, “comadreja cola larga” (Mustela frenata) muy poco frecuente, “venado cola blanca” (Odocoileus virginianus) el cual actualmente poco frecuente de observar, “conejo silvestre” (Oryctolagus cuniculus) moderadamente abundante en la zona del monte y pastizales, “liebre” (Lepus flavigularis) poco abundante en la zona de pastizales, “murciélagos” (Orden Chiroptera) con abundancia y frecuencia baja. En cuanto a mamíferos domésticos, mascotas o asociados a los asentamientos humanos tenemos al “burro” (Equus asinus) actualmente poco abundante, “caballos” (Equus caballus) moderadamente abundante, “conejos caseros” (Oryctolagus cuniculus) poco abundantes, “cerdos” (Sus scrofa domesticus) moderadamente abundantes, “vacas, bueyes, cebus” (Bos taurus, Bos taurus indicus, etc.) moderadamente abundantes, “perros” (Canis lupus familiaris) muy abundantes, “gatos” (Felis catus) muy abundantes, “periquitos australianos” (Melopsittacus undulatus) poco abundantes, “cuyos” (Cavia porcellus) poco abundantes, “hámster dorado” (Mesocricetus auratus) poco abundante, “patos caseros” (Anas platyrhynchos domesticus) poco abundantes, “gansos” (Anser anser domesticus) poco abundantes, “chivos” (Capra aegagrus hircus) moderadamente abundantes, borregos (Ovis aries) poco abundantes, “ratón casero” (Mus musculus) muy abundante, y “ratas de alcantarilla” (Rattus sp.) muy abundantes.
Respecto de las aves, se han identificado algunas que se distribuyen en la zona conurbada y urbana, o que son de granja o interés humano, como son: “gorrión común” (Passer domesticus) el cual es abundante, “paloma alas blancas” (Zenaida asiática), “tortolita” (Columbina inca) con abundancia moderada en el centro y periferias de los asentamientos humanos, “paloma o pichón” (Columba livia) con una población moderadamente abundante en centro de la población, se ha llegado a observar rara vez ejemplares solitarios de “loro cabeza amarilla (Amazona oratrix), especie que se encuentra dentro de la NOM-059-SEMARNAT 2010 en la categoría “en peligro de extinción”, además existe una población estable, introducida de la especie exótica e invasora de Perico monje argnetino (Myiopsitta monachus), la cual es originaria de Sudamérica y representa un problema para las aves nativas y cultivos agrícolas; entre otras aves se ha observado “búho cornudo” (Bubo virginianus) poco abundante, “tecolote serrano” (Glaucidium gnoma) poco abundante, así como lechuza de campanario (Tyto alba) en las cercanías de la iglesia; otras aves comunes en los domicilios son “gallos y gallinas” (Gallus gallus domesticus) que son muy frecuentes y abundantes en diversos domicilios de la comunidad. En lo que se refiere a las aves silvestres que se encuentran asociadas a las zonas de bosque de encino, cañadas, arroyos y río San Lucas se han identificado las siguientes: “playero alzacolita” (Actitis macularius), “zopilote común o buitre” (Coragyps atratus), “milano cola blanco” (Elanus leucurs), “garrapatero” (Crotophaga sulcirostris), “colibrí oscuro” (Cynanthus sordidus), “colibrí berilo” (Amazilia beryllina), “Martín pescador” (Chloroceryle americana), “quebrantahuesos” (Caracara cheriway), “mosquero lampiño” (Camptostoma imberbe), “pibí” (Contopus pertinax), “venturilla” (Pyrocephalus rubinus), “papamoscas” (Myiarchus nuttingi), “papamoscas tirano” (Myiarchus tirannulus), “Luis bienteveo” (Pitangus sulphuratus), “tirano gritón” (Tyrannus vociferans), “vireo dorado” (Vireo hypochryseus), “golondrina” (Stelgydopteris serripennis), “sastrecillo” (Psaltriparus minimus), “chivirín” (Thryomanes bewickii), “mirlo” (Turdus rufopalliatus), “cuitlacoche” (Toxostoma curvirostre), “chipe corona anaranjada” (Oreothlypis celata), “chipe cara roja” (Basileuterus rufifrons), “semillero de collar” (Sporophila torqueola), “toquí oaxaqueño” (Melozone albicollis), “pico gordo azul” (Passerina caerulea), “zanate mexicano” (Quiscalus mexicanus), “tordo cabeza café” (Molothrus ater), “bolsero” (Icterus waglerif), “jilguero dominico” (Spinus saltria), entre otras especies aun por identificar. 
En lo que respecta a artrópodos, de los que se tienen identificados son: “abeja europea” (Apis mellifera) que llegan a construir colmenas tanto en zonas de monte, pastizales, conurbadas y urbanas, “tarántulas” (Brachypelma schroederi) poco frecuentes en la zona del monte, “araña lince verde” (Peucetia viridans) frecuente en jardines, “araña plateada de jardín” (Argiope argentata), “araña de jardín bandeada (Argiope trifasciata), “araña cangrejo” (Selenops nigromaculatus) abundante en los domicilios, “viuda negra, capulina o chintetlahua” (Latrodectus mactans) y “viuda café” (Latrodectus geometricus) que son abundantes en asentamientos humanos y son de importancia médica por su veneno neurotóxico, “mantis del noroeste” (Stagmomantis limbata) en áreas verdes de la comunidad, “escarabajo hércules” (Dynastes hyllus) poco frecuente, “catarinas” (entre ellas Hippodamia convergens) abundantes en zonas agrícolas de cultivo de “alfalfa”, “chicharras” (Familia Cicadidae) que presentan su etapa final en los meses previos a la temporada de lluvias, “mariposa cebra” y sus orugas (Heliconius charithonia), “mariposa Xochiquetzal” y sus orugas (Papilio multicaudata), “mariposa azufre” (Phoebis sennae), “mariposa blanca” (Ascia monuste), “mariposa cometa negra” (Papilio polyxenes), “mosca doméstica” (Musca domestica), “zancudos” y sus larvas (Género Aedes) que proliferan de primavera a otoño, “cucaracha americana” (Periplaneta americana) muy abundante en tuberías de uso urbano y domicilios, libélulas (Libellula sp.) y “caballitos del diablo” (Suborden Zygoptera) que se distribuyen de forma abundante en zonas con agua natural o artificial, “avispa machetera” (Polistes instabilis), “escarabajo maya” (Calomacraspis splendens), “escarabajo torito” (Xyloryctes thestalus) abundante después de las primeras lluvias, “grillos” (Gryllodes sigillatus) abundantes en las zonas habitadas periféricas, “cochinillas” (Armadillidium vulgare), “hormiga arriera” (Género Atta) abundantes y muy notorias en las primeras lluvias las hembras colonizadoras conocidas como “chicatanas”, que además son de interés gastronómico. También existe registro de un crustáceo acuático que habita en porciones altas de los arroyos del monte, conocido como "cangrejo de las barrancas" (Pseudothelphusa sp.), cuyas poblaciones en San Lorenzo Cacaotepec se han reducido considerablemente en las últimas 2 décadas.   
En cuanto a los reptiles, aunque la mayoría son observados en las zonas de monte, pastizales, y márgenes de cuerpos de agua (arroyos, ríos, represas), también se llegan a encontrar con baja a moderada frecuencia en áreas habitadas de la población:  “chintetes” (Sceloporus siniferus y S. spinosus), “lagartija espinosa del mezquite” (Sceloporus grammicus), “lagartija de cola larga” (Aspidoscelis sackii) frecuente en áreas abiertas de terracería, “abaniquillo o escorpioncillo” (Anolis quercorum) frecuente en jardines de las zonas urbanas y conurbadas, “serpiente cascabel” (Crotalus molossus y Crotalus ravus) poco frecuentes y de importancia médica al ser  especies con veneno neurotóxico y hemolítico (incluidas en la NOM-059-SEMARNAT 2010 en las categorías “sujeta a protección especial” y “amenazada” respectivamente), “serpiente coralillo oaxaqueña” (Micrurus ephippifer) muy poco frecuente y también de importancia médica por su veneno neurotóxico (incluida en la NOM-059 bajo la categoría “sujeta a protección especial”), además suelen observarse en abundancia moderada algunas especies de “falsas coralillos” (Género Lampropeltis) que no son de importancia médica, “culebra chirrionera” (Coluber mentovarius), “culebra listonada” (Thamnophis chrysocephalus), “culebra bejuquilla” (Oxybelis aeneus), y “culebra ratonera” (Senticolis triaspis). Respecto a reptiles acuáticos o semiacuáticos únicamente existe registro de una especie: la “tortuga casquito” (Kinosternon integrum) que ha disminuido su presencia en los arroyos de la comunidad (“de los filtros”, “la manzanita”, “el arco”), represas (“el Pipe”, “Villa Cuán”, “el Arco”) y río San Lucas, además se encuentra enlistada en la NOM-059 bajo la categoría “sujeta a protección especial”. 
En lo referente a anfibios, se han observado algunos para zonas húmedas en asentamientos humanos como son la “ranilla” (Hyla euphorbiacea), o abundantes en temporada de lluvias como el “sapo gigante” (Rhinella horribilis) y para los arroyos y río San Lucas la “rana roca o manchada” (Lithobates spectabilis) que en últimos años han mermado sus poblaciones. 
En cuanto a peces se han identificado 4 poecilidos nativos: dos de ellos reconocidos biológicamente como bio-indicadores de buena calidad del agua, como son el “guatopote jarocho” (Poeciliopsis gracilis) y “guatopote de San Jerónimo” (Poeciliopsis fasciata) que se encuentran distribuidos en las partes de las 3 represas que almacenan agua durante todo el ciclo anual y la porción alta del río San Lucas, las otras especies son el “Molly silvestre” (Poecilia sphenops) distribuido en las represas, arroyos y río San Lucas y el “guatopote manchado” (Pseudoxiphophorus bimaculatus) que se considera bio-indicador de mala calidad del agua, es decir, es tolerante a ciertos grados de contaminación y alteraciones de los ríos y se encuentra distribuido ampliamente en porciones alteradas de los arroyos (parte baja de los mismos), en baja densidad en el río San Lucas y en mayor proporción en porciones del Río Atoyac; también se tiene registro del pez endémico del Valle de Oaxaca y en riesgo de desaparecer llamado “killi oaxaqueño” (Profundulus oaxacae) que únicamente se distribuye en la parte alta de uno de los arroyos de la zona del monte en donde existe excelente calidad del agua, y cuya población es muy baja a causa de la construcción de las represas “el Pipe” y “Villa Cuán”, así como por la liberación en dichos cuerpos de agua de especies exóticas invasoras y sus parásitos. Dentro de las especies exóticas que fueron liberadas en las represas de la comunidad por programas federales en los años 80’s, así como por Club's de pesca deportiva, se cuenta con híbridos de “mojarra tilapia” (Oreochromis spp.) que son originarias del continente africano y se han establecido con poblaciones altas en las represas y moderada en el río San Lucas, “carpa común” (Cyprinus carpio) originaria de Asia y con poblaciones moderadas en represas y el río San Lucas, y “lobina negra” (Microptetus salmoides) originaria del norte de México y sur de los EE.UU con poblaciones moderadas en las represas “el Pipe” y “Villa Cuán”.

## Demografía
De acuerdo a los resultados que presentó el II Conteo de Población y Vivienda en el 2005, el municipio cuenta con un total de 11,559 habitantes.
Según el Censo de Población y Vivienda 2020 la Población para el Municipio es de 18,339 habitantes.

### Etnias
De acuerdo a los resultados que presentó el II Conteo de Población y Vivienda en el 2005, en el municipio habitan un total de 288 personas que hablan alguna lengua indígena.

### Religión
Al año 2000, de acuerdo al citado censo efectuado por el INEGI, la población de 5 años y más que es católica asciende a 7928 habitantes, mientras que los no católicos en el mismo rango de edades suman 995 personas.

## Infraestructura
En el municipio de San Lorenzo Cacaotepec, a nivel preescolar cuenta con dos jardines de niños, a nivel primaria cuenta tres escuelas primarias, a nivel medio superior cuenta con un C.B.T.A. y un centro de educación ocupacional. Cuenta con 3 centros de salud, uno en la cabecera municipal, y uno en cada agencia.
La comunidad cuenta con una cancha municipal de basquetbol y una de voleibol, cuenta con 1 cancha de fútbol y 1 unidad deportiva que consta de 2 canchas de fútbol, 1 de pelota mixteca y 1 de béisbol, también algunos terrenos particulares donde acuden los jóvenes a practicar ese deporte.
De acuerdo a los resultados que presentó el II Conteo de Población y Vivienda en el 2005, en el municipio cuentan con un total de 2,716 viviendas de las cuales 2,698 son particulares.
La cobertura de servicios públicos de acuerdo a apreciaciones del ayuntamiento es de 61 % en agua potable, 95 % en alumbrado público y 49 % en drenaje urbano sin funcionar actualmente.

## Economía
Agricultura: Aproximadamente un 20% de la población de este municipio se dedica a los trabajos del campo.
Ganadería: En este rubro sólo se distinguen el ganado vacuno y bovino.
Explotación Minera: Un 30% de la población se dedica ala extracción del material Pétreo (grava, Arena, ).
Comercio: Solo un 15% de la población se dedica al comercio el cual consiste principalmente en la venta de productos básicos que se expenden en las misceláneas.
Población Económicamente Activa por Sector: De acuerdo con cifras al año 2000 presentadas por el INEGI, la población económicamente activa del municipio asciende a 3,392 perrsonas, de las cuales 3,383 se encuentran ocupadas y se presenta de la siguiente manera: 
| Primario                                                                  | 22% |
| (Agricultura, ganadería, caza y pesca)                                    | 22% |
| Secundario                                                                | 24% |
| (Minería, petróleo, industria manufacturera, construcción y electricidad) | 24% |
| Terciario                                                                 | 50% |
| (Comercio, turismo y servicios)                                           | 50% |
| Otros                                                                     | 4%  |

## Turismo
Cuenta con un templo católico que data del siglo XVII que constituye el patrimonio cultural e histórico de nuestra población, mismo que a raíz del sismo ocurrido el día 30 de septiembre del año en curso. Sufrió graves daños que de manera urgente requieren atención.
Cuenta con zonas arqueológicas que no han sido explotadas por la falta de atención de las autoridades del INAH., de la ciudad de Oaxaca.
Se cuenta con las presas denominadas El Pipe y Villacuan, ubicadas al sur oriente de la población y que son visitadas por un número considerable de personas de otras localidades, ya que en ellas se pueden pasar momentos de esparcimiento y recreación así como la práctica de la pesca.

## Tradiciones
La fiesta principal de este municipio se celebra el día 10 de agosto en honor a San Lorenzo, el día 14 de abril Ocotlán, el 2 de febrero en honor a la virgen de la candelaria, 3 de mayo en honor a la santa cruz, 6 de agosto en honor a Jesús de la concepción, el 12 de diciembre en honor a la virgen de Guadalupe, el 18 de diciembre en honor a la virgen de la soledad. 
Se destacan en sus tradiciones las celebraciones que se hacen con motivo de la festividad de muertos, en donde se realizan comparsas.

## Gastronomía
En distrito es tradicional en los días festivos en consumo el mole, el coloradito, el estofaoado, higaditos, enchiladas y tacos. Claro sin faltar los chapulines.
Dentro de las bebidas que se acostumbran en los días festivos se encuentran el mezcal y el Tepache

## Reconocimientos
El 12 de diciembre del año 2023, el municipio de San Lorenzo Cacaotepec fue reconocido como Ganador del Premio Nacional a Proyectos Exitosos de Prevención y Gestión Integral de Residuos Sólidos 2023, otorgado por el Consejo Nacional de Humanidades, Ciencias y Tecnologías del Gobierno de México, por su Proyecto "Gestión integral de los residuos sólidos urbanos en el municipio de San Lorenzo Cacaotepec, Etla, Oaxaca, con un enfoque de inclusión y condiciones laborales dignas", recibiendo la distinción la presidenta municipal, Lic. Iris Jocelin López Zavaleta, la regidora de Salud y Ecología, Lic. Edith Cuevas Franco, y el director de Ecología, M. en C. Víctor Manuel Ortiz Cruz. 

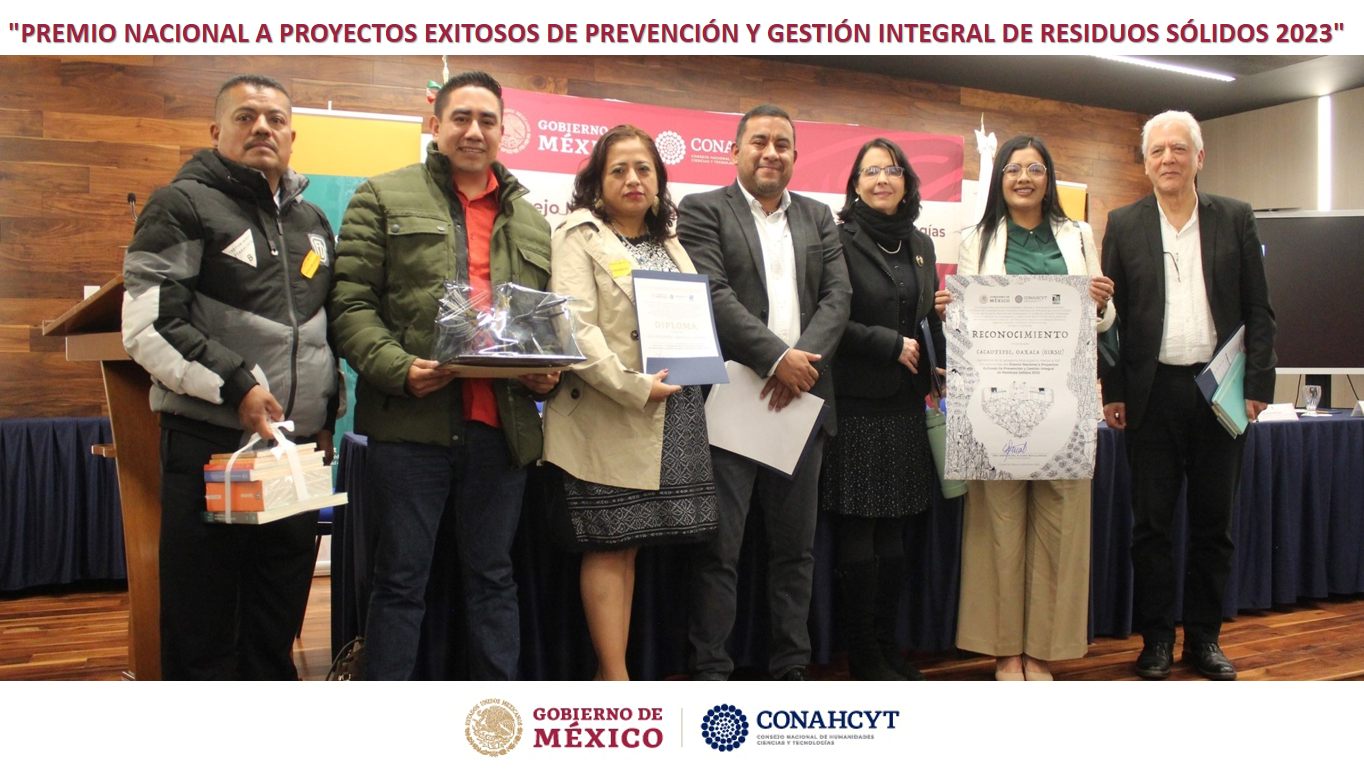
Premio Nacional a Proyectos Exitosos de Prevención y Gestión Integral de Residuos Sólidos 2023

Como antecedente de este Proyecto, se encuentra la adquisición de un predio en la administración 1999-2001, la construcción del Relleno Sanitario Municipal, que fue gestionado por la administración municipal 2008-2010 (siendo presidente municipal el Profr. Virgilio Ortiz), y ejecutada su construcción en la administración 2011-2013 (presidente municipal: Ing. Juvenal Flavio Ruíz Díaz), posteriormente la cooperación con Solidaridad Internacional Kanda A.C. (SIKANDA) desde el año 2015 con el Municipio de San Lorenzo Cacaotepec durante la administración del Dr. Pastor Teodoro Matadamas Ortiz, por vinculación del M. en C. Víctor Ortiz, que derivó en un convenio entre la Asociación Civil y las posteriores administraciones municipales, lo que permitió la implementación del proyecto Reciclaje inclusivo, digno y productivo, y que con la administración municipal 2023-2025, se formalizó la separación de residuos desde casa de manera obligatoria, el compostaje casero y la disminución de residuos no reciclables. 
A partir de ello, desde abril de 2023 se promueven acciones como la separación en casa mediante una separación secundaria, se adecuó la recolección para captar los residuos separados y enviarlos de esa forma al sitio de disposición final. Con esas medidas, la instalación se halla en transición a convertirse en Centro Integral de Gestión de Residuos Sólidos Urbanos.
Así, gran parte de los residuos son tratados in situ: los orgánicos en composta tradicional, lombricomposta y biodigestores; los reciclables de polietileno de baja densidad (LDPE) y polietileno de alta densidad (HDPE) se muelen y los subproductos se comercializan; otros reciclables se almacenan temporalmente y se venden a empresas recicladoras; la propuesta considera enviar a los hornos de una cementera aquellos residuos susceptibles de aprovecharse como combustible derivado de residuos (CDR), y se confina en la celda del relleno sanitario únicamente aquello que no pudo aprovecharse en los procesos anteriores.
Esta iniciativa de gestión integral ha disminuido 50 por ciento la generación de residuos; ha incrementado 36 por ciento la recuperación de materiales valorizables y ha reducido 47 por ciento el ingreso de materia orgánica al relleno sanitario y en 65 por ciento los residuos no reciclables en Cacaotepec, Oaxaca, que lo posicionó como Ejemplo Nacional en el buen manejo de los residuos sólidos urbanos.

## Centros de población
Caracterización del Ayuntamiento
- 1 Presidente municipal
- 1 Síndico
- 1 Regidor de Hacienda
- 1 Regidor de Educación
- 1 Regidor de Policía
- 1 Regidor de Salud y Ecología

Autoridades Auxiliares
Denominación
Agencia Municipal de Santiago Etla y Guadalupe Hidalgo Etla.
Nombramiento 
Estas autoridades al igual que las del ayuntamiento se eligen por el sistema de usos y costumbres.
Numero 
De acuerdo al número de habitantes de la población se eligen las autoridades auxiliares.
Funciones 
Dentro de sus funciones se encuentra conservar y manejar el orden en su población así como auxiliar al Municipio en las diferentes gestiones inherentes a su población a cargo.
Regionalización Política
El municipio pertenece al segundo distrito electoral federal y al segundo distrito electoral local.
Reglamentación Municipal
Cuenta con Ordenanzas Municipales de fecha 11 de septiembre de 1999.
Cronología de los Presidentes Municipales 
Presidente Municipal	 Periodo de Gobierno
- C. Lorenzo Taboada Galván	                               1969-1971
- C. Nicandro Hernández Narvaes	                       1972-1974
- C. Amando Díaz Santiago 	                               1975-1977
- C. Profr. Margarito Santiago García	                1978-1980
- C. Profr. Silvio García Delgado                	       1981-1983
- C. Romeo Matadamas Ortiz	                               1984-1986
- C. Adolfo Díaz Vásquez	                               1987-15 sep 1989
- C. Ing. Hugo García Taboada	                       16 sep 89- 31 dic. 92
- C. Manuel Lázaro Díaz Cruz	                               1993-1995
- C.P. Amador Arlanzón Díaz	                               1996-1998
- C. Felipe Francisco Díaz Galván	                       1999-2001
- C. Félix Vicente Taboada Herrera	                       2002-2004
- C.P. José Nicolás Vásquez Cruz	                       2005-2007
- C. Profr. Virgilio Néstor Ortiz García                      2008-2010
- C. Ing. Juvenal Flavio Ruiz Díaz                            2011-2013
- C. Dr.Teodoro Matadamas  Ortiz                           2014-2016
- C. Profa. Alva Antonia García Márquez                     2017-2019
- C. Alberto Alfonso Mendoza Cruz                           2020-2022
- C. Lic. Iris Jocelin López Zavaleta                       2023-2025

BIBLIOGRAFÍA Consejo Nacional de Población y Vivienda, La Población de los Municipios de México 1950 - 1990. Ed. UNO Servicios Gráficos, México, Nov., 1994. Instituto Nacional de Estadística, Geografía e Informática, Censo General de Población y Vivienda 2000. México 2001. Secretaría de Gobernación, Centro Nacional de Estudios Municipales, Gobierno del Estado de Oaxaca, Los Municipios de Oaxaca, Enciclopedia de los Municipios de México. Talleres Gráficos de la Nación, México, D.F. 1988. Secretaría de Gobernación, Instituto Nacional para el Federalismo y el Desarrollo Municipal, Sistema Nacional de Información Municipal. México 2002.